# University of New York in Prague
University of New York in Prague, s.r.o. (UNYP) je soukromá vysoká škola v Praze, která poskytuje bakalářské a magisterské programy v angličtině. Jako jedna z největších anglicky vyučujících vysokých škol v zemi nabízí UNYP studijní programy ve spolupráci s prestižními univerzitami ve Spojených státech a Evropě, což studentům umožňuje získat jak americké, tak české diplomy. University of New York in Prague se vyznačuje multikulturním prostředím se studenty z více než 80 zemí a pedagogickým sborem z více než 30 zemí.

## Historie
University of New York in Prague (UNYP) byla založena v dubnu 1998 ve spolupráci se State University of New York, New Paltz, a State University of New York Empire State University. Díky této spolupráci nabízí UNYP svým studentům příležitost získat mezinárodně uznávaný americký titul bakaláře ze State University of New York. UNYP také úzce spolupracuje se svou sesterskou vysokou školou New York College v řeckých Aténách. New York College má více než dvacetileté zkušenosti s nabídkou mezinárodních bakalářských a magisterských programů, včetně mezinárodních programů MBA v rámci partnerství s akreditovanými americkými i evropskými univerzitami. 
Oficiální státní uznání bylo soukromé vysoké škole uděleno Ministerstvem školství, mládeže a tělovýchovy ČR v roce 2001, kdy byly akreditovány její první studijní programy, které od té doby získávají každé čtyři roky novou akreditaci. Původně sídlící v historickém centru Prahy na rohu ulic Mikovcova a Legerova se UNYP v roce 2014 přestěhovala do nového kampusu na adrese Londýnská 41 na Vinohradech (Praha 2).

## Studijní programy
UNYP nabízí akreditované bakalářské programy, magisterské programy a MBA programy programy v angličtině, ve spolupráci s univerzitami ve Spojených státech a po celé Evropě.
Bakalářské programy
- Bachelor of Arts in Psychology
- Bachelor of Science in Business Administration
- Bachelor of Arts in Information Technology
- Bachelor of Arts in International Relations
- Bachelor of Arts in Communication & Media
- Bachelor of Arts in Digital Media Arts
- Bachelor of Arts in English Language Literature

MBA programy
- MBA with a concentration in Management

- MBA with a concentration in Entrepreneurship
- MBA with a concentration in Finance
- MBA with a concentration in Marketing
- MBA with a concentration in Global Business Services
- MBA with a concentration in Neuromanagement

Magisterské programy
- Master in Psychology
- Master of Science, Digital Marketing & Analytics, MSc.
- Master’s in Business Analytics, MSc.

## Akreditace
UNYP je uznávána českým Ministerstvem školství, mládeže a tělovýchovy jakožto soukromá vyšší vzdělávací instituce a nabízí studijní programy akreditované českým Ministerstvem školství / Českým Národním akreditačním úřadem pro vyšší vzdělávání. 
Mezinárodně je UNYP akreditována Britskou akreditační radou (BAC), a její obchodní studijní programy (MBA a tříletý bakalářský program) jsou akreditovány americkou Mezinárodní akreditační radou pro obchodní vzdělávání (IACBE). V České republice je rovněž od roku 2003 Českou asociací MBA škol akreditován studijní program MBA. UNYP je členem British Accreditation Council for Independent Further and Higher Education.
UNYP se připojila k Americké obchodní komoře v České republice v roce 1999, ke Kanadské obchodní komoře v České republice v roce 2014 a k České asociaci MBA škol (CAMBAS) v roce 2003. UNYP je rovněž členem organizace CEEMAN (Central and East European Management Development Association), asociace poskytovatelů obchodního vzdělávání ve střední a východní Evropě.
Magisterský program Digital Marketing & Analytics, MSc je akreditován soukromou vysokou školou Dublin Business School.

## Spolupráce
V roce 2022 zahájila University of New York in Prague oficiální partnerství s Českým olympijským výborem, které bude trvat do roku 2026. Cílem spolupráce je podpora vzdělávání sportovců v rámci programu Duální kariéra. UNYP se stala oficiálním poskytovatelem vzdělávání pro české sportovce a podpořila Olympijský festival v Brně, jehož součástí bylo i aktivní zapojení studentů univerzity jako dobrovolníků.Partnerství rovněž nabízí studentům UNYP příležitost připojit se k Českému olympijskému výboru jako stážisté. 